# Isfara

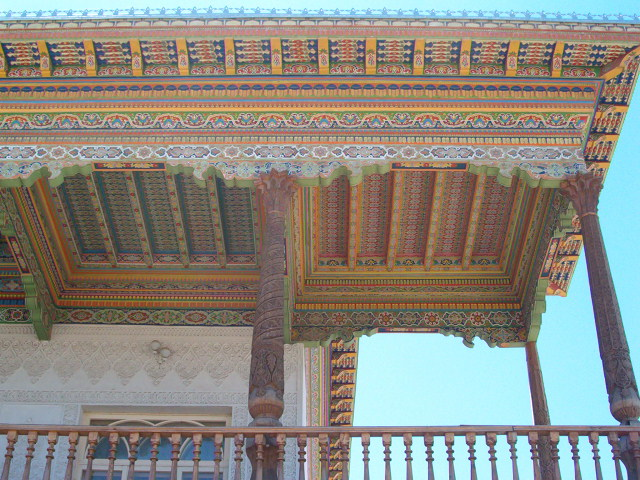
Casa de té en Isfara.

Isfara (en tayiko Исфара, en persa اسفره) es una ciudad y un distrito de la provincia de Sughd, en la zona norte de Tayikistán, cerca de la frontera con Kirguistán. Su población es de 40.600 habitantes (2008 est.).

## Historia

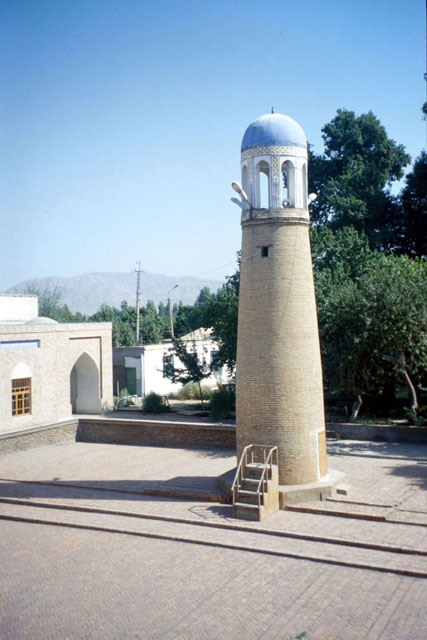
Mesquita en Isfara.

Isfara es una de las más antiguas ciudades de Asia Central. Su primer nombre fue Asbara. Se la nombra en la historia del siglo X de Muhammad ibn Jarir al-Tabari, cuando era una importante parada de la rama norte de la Ruta de la seda. La ciudad cuenta con un mausoleo de ese periodo, el de Hazrati Shoh que con su trabajo en madera es único en la región. 
Ya en los siglos XI y XII tenía una economía desarrollada. El emperador Babur la elevó a capital de la región. Durante el siglo XVI se construyeron edificios públicos, como mesquitas y madrasas. Durante el siglo XVII perteneció al Kanato de Kokand.

## Geografía
Está ubicada cerca del encuentro fronterizo de Tayikistán, Uzbekistán y Kirguistán, a una altitud de 863 m s. n. m. Ocupa 832 km².

## Demografía
La población de Isfara es principalmente tayika.
| Año  | Población | Cálculo  |
| ---- | --------- | -------- |
| 1989 | 34.500    | Censo    |
| 2000 | 37.000    | Censo    |
| 2008 | 40.600    | Estimada |

## Economía
En Isfara cerca de veinte compañías elaboran equipamiento eléctrico, productos químicos y metalúrgicos, materiales de construcción, alimentos, entre otros.
La ciudad es famosa por sus huertos de albaricoque.